# بیسلی برودکست
بیسلی برودکست (انگلیسی: Beasley Broadcast) شرکت رسانه‌ای آمریکایی است، که در سال ۱۹۶۱ تأسیس شد.